# Jan Jiří ze Švamberka
Jan Jiří ze Švamberka (30. srpna 1548 / 1555?, hrad v Ronšperku – 15. dubna 1617) byl český šlechtic, pán ze Švamberka, známý především jako dědic rožmberských držav po Petru Vokovi, posledním z rodu Rožmberků. Své bohatství doplnil o celé rožmberské panství, Nové Hrady, Libějovice, Borovany i Třeboň. Zasloužil se i o to, že původní erb Švamberků byl obohacen o rožmberskou růži.
Byl dvakrát ženatý a krom dcer měl tři syny: Jana Erazíma, Petra a Adama. Celý jeho majetek po jeho smrti zdědil syn Petr, který se sice dokázal prosadit jako vedoucí osobnost českého stavovského povstání, nicméně kvůli sporům s císařem Ferdinandem II. byl jeho majetek zkonfiskován a on o vše přišel. Smrtí Janova syna Adama roku 1664 celý rod po meči vymřel.

## Život

### Mládí

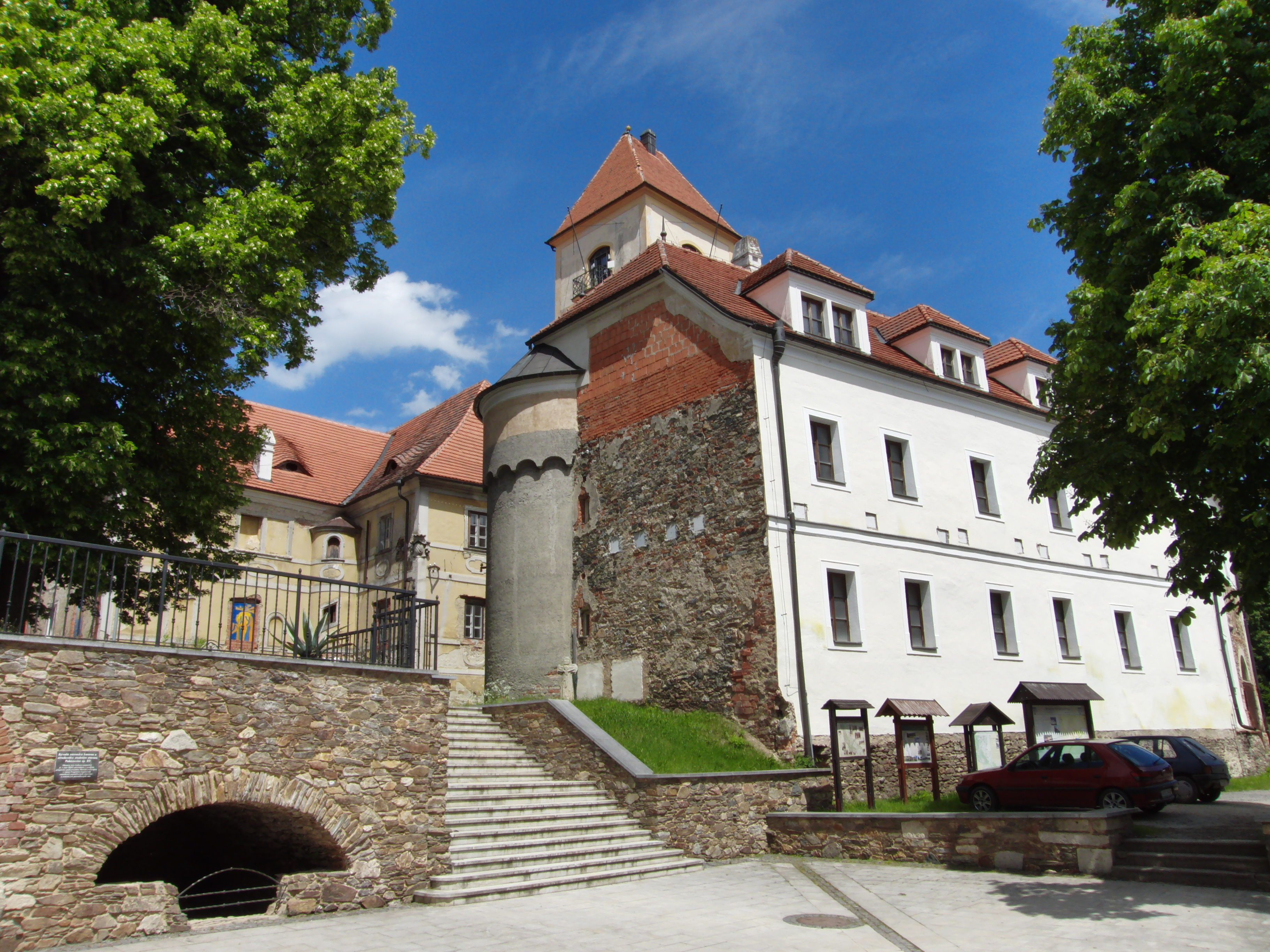
Sídlo Švamberků a místo narození Jana Jiřího – zámek Poběžovice.

O přesném datu narození Jana Jiřího se vedou spory. Jiří Jánský ve své knize Páni ze Švamberka uvádí datum 30. srpna 1548, nicméně Petr Maťa uvádí až rok 1555. Datum narození je navíc stěžejní, protože není potvrzené, která z žen Janova otce Petra byla Janovou matkou. Petrova první manželka, Dorota z Haidecka, totiž zemřela roku 1551 a pokud by se Jan Jiří skutečně narodil až v roce 1555, jeho matkou by musela být až Petrova druhá manželka Anežka z Lobkovic. Každopádně, Dorota z Haidecka bývá uváděna častěji. Je to kvůli tomu, že jediný syn Petra I. ze Švamberka měl údajně být pokřtěn po otci jeho matky a otec Doroty se skutečně jmenoval Jan Jiří z Haidecka. Je navíc pravděpodobné, že při obléhání Vídně v roce 1529 a jako pozdější zemský sudí Jan Jiří z Haidecka skutečně přišel do kontaktu se Švamberky. V každém případě, Jana Jiřího vychovávala především jeho macecha Anežka. Společnost mu dělali i mladší sourozenci, kterých měl pět, dospělosti se jich ale dožilo jen málo.
Až do věku sedmi let jej vychovávaly převážně ženy, komorné a dvorní dámy, následně jeho výchova přešla do rukou otce a soukromého učitele, kterého Petr najal.
Již jako čtyřiadvacetiletý musel zastupovat otce v jednáních s Chody, kteří se chtěli dostat z područí Švamberků. Vleklé soudy vyvrcholily v roce 1572, kdy se jedenácti chodským obcím podařilo dostat z nadvlády Švamberků a stali se přímým majetkem císařů.

### První manželství a vláda
V roce 1573 se Jan Jiří poprvé oženil a to s Eliškou (Alžbětou) z Donína, dcerou Evy Šenkové z Landberka a Kašpara, purkrabího z Donina. Důvod tohoto sňatku není znám – rodina Elišky byla ve velkých finančních dluzích, které nestíhala splácet, a nejednalo se ani o příliš majetný rod, Nicméně manželství Jana Jiřího a Elišky († 1592) bylo šťastné a vzešly z něj minimálně tři děti:
- Eva († před 1600) ∞ Vilém starší Popel z Lobkovic
- Petr († 1620) ∞ Anna Maxmiliána Švamberská z Oppersdorfu
- Jan Erazim († 1602)

Ještě toho roku, kdy se Jan Jiří oženil, začal spravovat celý majetek pánů ze Švamberka. Petr I. ze Švamberka zemřel roku 1575, dva roky po tom, co Janu Jiřímu předal všechny statky. Roku 1582 zemřel poslední člen zvíkovské větve Švamberků Kryštof II., krátce před smrtí ale uzavřel závěť, v níž Kestřany, Zvíkov a Orlík odkázal Janu Jiřímu a jeho bratranci Janu Vilémovi. O zděděné statky se zpočátku bratranci starali společně, roku 1584 se ale rozdělili: Jan Vilém se ujal Zvíkova a Kestřan (k čemuž patřilo i několik okolních obcí), Jan Jiří si ponechal Orlík (opět s několika okolními vesnicemi). Rozdělení ale netrvalo dlouho; 11. září 1590 Jan Vilém zemřel a zanechal po sobě dva nezletilé syny, jejichž poručnicemi staly jeho sestry Eliška a Anna Marie. Ty ale správu panství nezvládaly a dobrovolně se jí vzdaly ve prospěch Jana Jiřího. Ještě toho roku se Jan Jiří stal i hejtmanem Plzeňského kraje. V červenci 1586 se na Jana Jiřího obrátil císař Rudolf II. s nabídkou členství v komisi, která měla v Domažlicích jednat s bavorskými vyslanci v otázkách hranic. Hlavní díl ale stejně připadl Kryštofu mladšímu Popelovi z Lobkovic a Jaroslavu Novohradskému z Kolovrat.
Roku 1593 byl přizván k soudu císaře Rudolfa II. s Jiřím a Ladislavem z Lobkovic, kteří byli souzeni za urážku císařského majestátu. Jakou roli v případu pán ze Švamberka sehrál není známo, nicméně Jiří a Ladislav, přestože jim hrozila poprava, přišli o všechen majetek.
Jan Jiří aktivně rekonstruoval zvíkovský i ronšperský zámek. Zvíkovsko spravoval až do roku 1599. Nejstarší syn Jana Viléma, Jan Bartoloměj, dosáhl dospělosti a byl tedy i způsobilý k tomu, aby převzal správu nad pozemky, které mu po právu náležely. Jan Jiří nadále spravoval Orlík, k němuž roku 1592 přikoupil i obce Vepice, Březín a Hostín.

### Druhé manželství a dědictví po Petru Vokovi
Roku 1592 zemřela Janova manželka Eliška z Donína. Po roce se ale Jan Jiří znovu oženil, tentokrát s Eliškou (též Alžbětou) Colonkou z Felzu. Z tohoto manželství údajně vzešel syn a dcera, nicméně, není známo jejich datum narození a je tedy možné, že se jednalo i o děti z Janova prvního manželství s Eliškou, rozenou z Donína.
- Adam († 1664), poslední mužský člen z rodu Švamberků
- Benigna (provdána 1614) ∞ Ota Vilém ze Šumburku

Roku 1597 byl společně s Oldřichem Myškou ze Žlutice pověřen hejtmanstvím Prácheňského kraje. Šest let poté se po Volfovi Novohradském z Kolovrat stal nejvyšším dvorským sudím. Jan Jiří se též účastnil debat direktoria o náboženské svobodě v Čechách, sám se řadil se mezi umírněné zastánce protestantů. Roku 1609 stanul v čele kolegia defenzorů.
Stárnoucí Petr Vok z Rožmberka slavil sedmdesát let a protože se předpokládalo zaniknutí rodu Rožmberků, nezapomněl Jan Jiří Petrovi připomenout smlouvu z roku 1484, kde se rody vzájemně zavázaly, že pokud jeden z nich vymře, druhý převezme jeho majetek. Své právo pak Jan Jiří hájil před zemským soudem, nebyl totiž jediným, kdo se o majetek stárnoucího Voka zajímal; zálusk na něj měl i bývalý dvorský sudí Volf Novohradský z Kolovrat, který se snažil nároky Jana Jiřího zpochybnit. Petr Vok nakonec rozhodl, že po své smrti předá Švamberkům správu Třeboně, Borovan, Nových Hradů a Soběslavi. Součástí byl i palác na Hradčanech. Jan Zrinský, nejbližší žijící příbuzný Petra Voka, měl převzít Libějovice a patronát nad vyšebrodským klášterem. V případě smrti Jana Zrinského pak měl klášter připadnout českému králi. Zrinský skutečně krátce po pohřbu Voka onemocněl zápalem plic a 24. února 1612 zemřel – bezdětný. Ještě roku 1612 učinil Jan Jiří Třeboň svým sídlem a Orlík i Zvíkov již navštěvoval jen výjimečně.

### Pozdější život
Jan Jiří zdědil velkou část rožmberského majetku a obohatil tím rod Švamberků. Součástí dědictví ale byly i velké dluhy, které Vok za svůj život nashromáždil, celkem se jednalo o 431 906 kop českých grošů.
4. září 1612 se Jan Jiří vydal do Písku za Jiřím Ernenreichem, který začal po smrti svého bratra Jana Bartoloměje v roce 1608 vládnout zvíkovskému a kestřanskému panství. Jan Ernenreich ale nebyl příliš zdárný hospodář a když se do jeho krajů přihnalo rabující pasovské vojsko, nedokázal znovu obnovit statky a finančně ztrácel. Ještě toho dne uzavřel s Janem Jiřím smlouvu, podle které mu Jan Ernenreich postoupil Zvíkov i Kestřany i se širokým okolím.
V roce 1613 začal s budováním soběslavské školy, která sice původně měla sloužit pouze pro „mládež českou vyznání pod obojí“, nicméně otevřela se i katolíkům. Mezi lety 1612 až 1613 také Jan Jiří zastával pozici hejtmana Bechyňského kraje.
Roku 1616 na Orlíku zemřela i Janova druhá manželka Eliška. O více než rok později, 15. dubna 1617, zemřel i Jan Jiří. Byl pohřben v kostele Nanebevzetí Panny Marie v Poběžovicích, stejně jako jeho otec, matka, macecha i nevlastní sourozenci Jan Kryštof a Anna.
Samotná hrobka pána ze Švamberka, předního šlechtice své doby, byla objevena až v roce 2017. Nahlédnout se do ní ale podařilo až 26. června 2018 a to pomocí miniaturní sondy na teleskopických ramenech. Vizuální průzkum stavu podzemí byl součástí nedestruktivního archeologického výzkumu kostela Nanebevzetí Panny Marie v Poběžovicích. Průzkum provedli (za účasti novinářů) odborníci z organizace Geo- cz a Naše historie. Byl to první průzkum nepřístupného historického podzemí, který byl po internetu přenášen on-line všem zájemcům o historii a archeologii. V hrobce byla dokumentována kovová rakev, bohatě zdobená zlatými německými nápisy, reliéfními madly ve tvaru lidských lebek a barevným portrétem Jana Jiřího na víku.